# South Boston 100 1969
South Boston 100 1969 var ett stockcarlopp ingående i Nascar Grand National Series (nuvarande Nascar Cup Series) som kördes 21 augusti 1969 på den 0,375 mile (603.504 m) långa ovalbanan South Boston Speedway i South Boston i Virginia. Totalt avverkades 100,125 miles (161,135 km) fördelat på 267 varv. Banunderlaget var asfalt. Loppet vanns av Bobby Isaac i en Dodge på tiden 1:18.01 körande för K&K Insurance Racing. Isaacs snitthastighet uppgick till 76,906 mph. Prispotten uppgick till 7 375 dollar, varav 1 000 dollar gick till segraren.

## Resultat
| Plc     | Nr | Förare           | Team/ bilägare           | Konstruktör | Start | Varv | Ledda varv |
| ------- | -- | ---------------- | ------------------------ | ----------- | ----- | ---- | ---------- |
| 1       | 71 | Bobby Isaac      | K&K Insurance Racing     | Dodge       | 1     | 267  | 263        |
| 2       | 17 | David Pearson    | Holman Moody             | Ford        | 3     | 267  | 1          |
| 3       | 43 | Richard Petty    | Petty Enterprises        | Ford        | 2     | 266  | 3          |
| 4       | 48 | James Hylton     | Hylton Engineering       | Dodge       | 6     | 350  | 0          |
| 5       | 64 | Elmo Langley     | Langley-Woodfield Racing | Ford        | 5     | 325  | 0          |
| 6       | 45 | Bill Seifert     | Seifert Racing           | Ford        | 11    | 300  | 0          |
| 7       | 25 | Jabe Thomas      | Robertson Racing         | Plymouth    | 7     | 251  | 0          |
| 8       | 08 | E.J. Trivette    | E.C. Reid                | Chevrolet   | 14    | 250  | 0          |
| 9       | 34 | Wendell Scott    | Scott Racing             | Ford        | 12    | 250  | 0          |
| 10      | 10 | Bill Champion    | Champion Racing          | Ford        | 9     | 248  | 0          |
| 11      | 47 | Cecil Gordon     | Seifert Racing           | Ford        | 13    | 243  | 0          |
| 12      | 70 | J.D. McDuffie    | McDuffie Racing          | Buick       | 19    | 242  | 0          |
| 13      | 19 | Henley Gray      | Harry Melton             | Ford        | 17    | 239  | 0          |
| 14      | 26 | Earl Brooks      | Brooks Racing            | Ford        | 21    | 234  | 0          |
| 15      | 06 | Neil Castles     | Neil Castles             | Plymouth    | 24    | 187  | 0          |
| 16      | 12 | Pete Hazelwood   | Pete Hazelwood           | Ford        | 22    | 103  | 0          |
| 17      | 08 | Ed Negre         | GC Spencer Racing        | Plymouth    | 10    | 57   | 0          |
| 18      | 23 | James Cox        | Robertson Racing         | Ford        | 23    | 38   | 0          |
| 19      | 57 | Bobby Mausgrover | Ervin Pruitt             | Dodge       | 20    | 35   | 0          |
| 20      | 04 | Ken Meisenhelder | Ken Meisenhelder         | Oldsmobile  | 18    | 27   | 0          |
| 21      | 76 | Ben Arnold       | Don Culpepper            | Ford        | 16    | 26   | 0          |
| 22      | 09 | Wayne Gillette   | E.C. Reid                | Chevrolet   | 15    | 5    | 0          |
| 23      | 61 | Hoss Ellington   | Ellington Racing         | Ford        | 8     | 4    | 0          |
| 24      | 4  | John Sears       | DeWitt Racing            | Ford        | 4     | 1    | 0          |
| Källor: |    |                  |                          |             |       |      |            |